# Chlorus chiquitensis
Chlorus chiquitensis är en insektsart som beskrevs av Cigliano och Lange 2007. Chlorus chiquitensis ingår i släktet Chlorus och familjen gräshoppor. Inga underarter finns listade i Catalogue of Life.